# Саръгьол (квартал на Истанбул)
„Саръгьол“ (на турски: Sarıgöl) е квартал на Истанбул, разположен в околия Газиосманпаша. Общата му площ е 0,61 км2. Според данни на Адресната система за регистриране на населението (ABPRS) към 2023 г. населението на „Саръгьол“ е 25 175 жители.